# Orgel van de Sint-Oswalduskerk in Zeddam

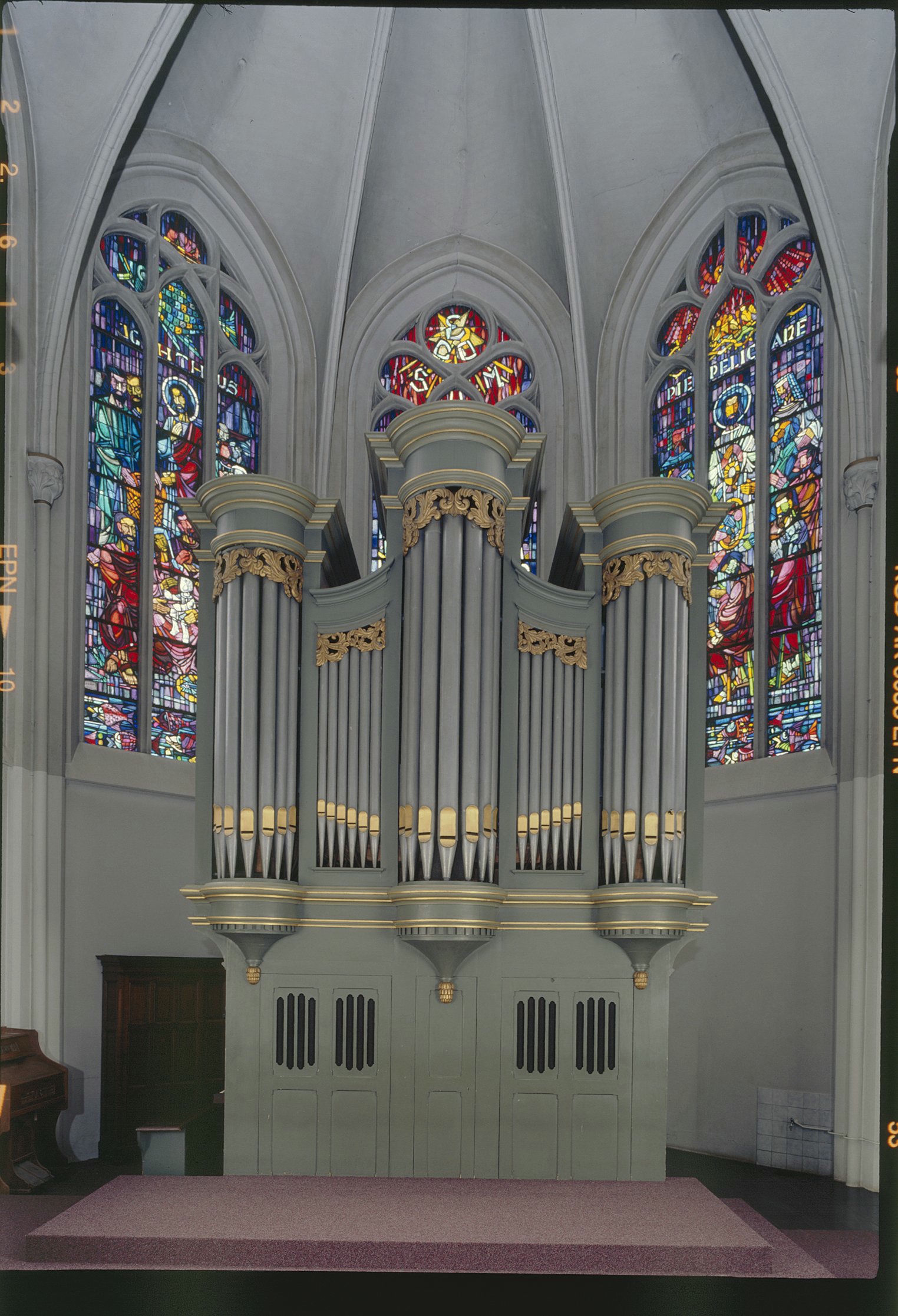

Het orgel van de Sint-Oswalduskerk in Zeddam in de Nederlandse provincie Gelderland is in zijn huidige staat in 1969 gerestaureerd door orgelbouwer Jos Vermeulen uit Alkmaar.
Het oorspronkelijke orgel werd geplaatst in de voormalige R.K.-kerk, die rond 1890 werd vervangen door de huidige Sint-Oswalduskerk. De oorspronkelijke orgelbouwer was de firma Nolting. Orgelbouwer Nolting was in die jaren een vooraanstaande bouwer; ook de orgels van de kerken in Angeren, Netterden en Gendringen en van de Broerenkerk in Nijmegen waren van zijn hand. In het orgel van de Sint-Oswalduskerk is nog pijpwerk afkomstig van het orgel uit de Broerenkerk.
Na de ingebruikname van de huidige kerk nam de Zutphense orgelbouwer N.S. Leyser het toezicht op en de restauraties van het orgel over. Hij wijzigde de orgelkas, wat nog te zien is aan de onderkas. In de jaren 20 van de twintigste eeuw voorzag orgelbouwer Valckx & Van Kouteren uit Rotterdam het orgel van een elektrische windvoorziening. Ook werden enkele registers aangepast. In 1950 vond er wederom een restauratie plaats. Hierbij werd onder andere een pneumatisch pedaal aangebracht en regulateurs om de labiele windvoorziening in evenwicht te brengen.
De restauratie van de kerk in 1969 bracht de sloop van de orgelgalerij met zich mee, waardoor het orgel een andere plaats moest krijgen. Mede onder toezicht van Monumentenzorg is de huidige plaats bepaald. In hoofdzaak is de dispositie van 1950 gehandhaafd. Wel werden de samenstellingen van enkele registers aangepast naar het oorspronkelijke voorbeeld van Nolting.
De dispositie van het orgel luidt als volgt:
| I Onderpositief C– |      |           |
| Gedackt            | 8′   |           |
| Flōth D            | 8′   |           |
| Quitadene          | 8′   |           |
| Prestant           | 4′   |           |
| Flōthe dous        | 4′   |           |
| Octav              | 2′   |           |
| Flageolet          | 1′   |           |
| Cimbal             | 1/3′ | 1950–1968 |
| Krummhorn          | 8′   | 1950      |
|                    |      |           |
| Tremulant          |      |           |

| II Hoofdwerk C– |      |        |
| Prestant        | 16′  |        |
| Prestant        | 8′   |        |
| Bourdon         | 8′   |        |
| Viol da Gamba   | 8′   |        |
| Prestant        | 4′   |        |
| Flōth           | 4′   |        |
| Quint           | 3′   |        |
| Octav           | 2′   |        |
| Mixtur IV       | 1/2′ |        |
| Trompet B       | 8′   | ± 1890 |
| Trompet D       | 8′   |        |

| Pedaal C– |     |
| Bourdon   | 16′ |